# Resultados do Carnaval de São Paulo em 1977
Esta página contém os resultados do Carnaval de São Paulo em 1977.

## Escolas de samba

### Grupo 1
Classificação
| Legenda: Campeã Rebaixada |

| Col. | Escola                | Enredo                                               | Pontos |
| ---- | --------------------- | ---------------------------------------------------- | ------ |
| 1    | Camisa Verde e Branco | Narainã, a Alvorada dos Passáros                     | 94,0   |
| 2    | Vai-Vai               | José Maurício, Músico do Brasil Colonial             | 90,0   |
| 3    | Mocidade Alegre       | Uma Vida no Palco - Procópio Ferreira                | 90,0   |
| 4    | Rosas de Ouro         | Àtaulfo Alves, "o Poeta de Miraí"                    | 87,0   |
| 5    | Nenê da Vila Matilde  | Fatos Marcantes da História do Brasil                | 77,0   |
| 6    | Pérola Negra          | Zequinha de Abreu - Sonho de Uma Época               | 77,0   |
| 7    | Barroca Zona Sul      | Folclore em Passarela                                | 76,0   |
| 8    | Paulistano da Glória  | Oração em Tempo de Festa - Mitologia Afro-Brasileira | 71,0   |
| 9    | Tom Maior             | Cordões e Gafieiras (homenagem a Pato N'Água         | 61,0   |
| 10   | Unidos do Peruche     | Eternos Vigilantes - Homenagem ao Corpo de Bombeiros | 58,0   |
| 11   | Morro da Casa Verde   | A Estrela Mais Brilhante - "Cacilda Becker"          | 29,0   |
| 12   | Acadêmicos do Tatuapé | Noite de Festa                                       | 20,0   |

### Grupo 2
Classificação
| Legenda: Promovida Rebaixada |

| Col. | Escola                    | Enredo                       | Pontos |
| ---- | ------------------------- | ---------------------------- | ------ |
| 1    | Império do Cambuci        | Manoa, um Sonho Dourado      | 93,0   |
| 2    | Império Lapeano           | Glórias e histórias da Lapa  | 85,0   |
| 3    | Acadêmicos do Ipiranga    | Assombrações do Recife Velho | 83,0   |
| 4    | Falcão do Morro           | As Minas de Prata            | 78,0   |
| 5    | Príncipe Negro            | Tobias de Aguiar             | 76,0   |
| 6    | Cabeções de Vila Prudente |                              | 74,0   |
| 7    | Lavapés                   | 40 Anos de Glórias           | 71,0   |
| 8    | Primeira do Itaim         | Caleidoscópio de Glórias     | 69,0   |
| 9    | Flor de Vila Dalila       | Reisado Alagoano             | 64,0   |
| 10   | Folha Azul dos Marujos    | Recordar é Viver             | 52,0   |
| 11   | Fio de Ouro               | São Paulo, Rei do Café       | -9,0   |
| 12   | Plenário de Santo Amaro   |                              | -12,0  |

### Grupo 3
Classificação
| Legenda: Promovida Rebaixada/Desclassificada |

| Col. | Escola                                    | Enredo                                                          | Pontos |
| ---- | ----------------------------------------- | --------------------------------------------------------------- | ------ |
| 1    | Imperador do Ipiranga                     | Chico Rei, a Epopéia de um Escravo                              | 96,0   |
| 2    | Unidos de Vila Maria                      | Piollin, Alegria do Povo                                        | 84,0   |
| 3    | Prova de Fogo                             | Nostalgia do Carnaval                                           | 79,0   |
| 4    | Primavera de Vila Carolina                |                                                                 | 74,0   |
| 5    | Filhotes da X-9                           | No Reino encantado da Pedra Bonita                              | 71,0   |
| 6    | Unidos da Galvão Bueno                    | Ataulfo Alves e Suas Pastoras                                   | 70,0   |
| 7    | Corujas da Vila Esperança                 |                                                                 | 70,0   |
| 8    | Cachoeira Império do Samba                | Exaltação à Bahia                                               | 68,0   |
| 9    | Meninos Lá de Casa                        |                                                                 | 67,0   |
| 10   | Garotos da Chácara Santo Antônio          |                                                                 | 62,0   |
| 11   | Renascença da Lapa                        |                                                                 | 61,0   |
| 12   | Colorado do Brás                          | Stanislaw Ponte Preta e o Samba do Criolo Doido                 | 58,0   |
| 13   | Passo de Ouro                             |                                                                 | 40,0   |
| 14   | Primeira de Santo Estêvão                 | As Três Capitais do Brasil                                      | -9,0   |
| 15   | Estrela Brilhante                         | Divina Dama, Pérola Byington                                    | -14,0  |
| 16   | Unidos do Bom Retiro                      |                                                                 | -55,0  |
| 17   | Catedráticos de Vila Sônia                | Embu, Terra das Artes, Berço das Tradições. Suas Lendas e Mitos | -60,0  |
| —    | Flor de Maio                              | Flor de Maio na Selva do Brasil                                 | --     |
| —    | Mocidade Independente do Lauzane Paulista | O Caçador de Esmeraldas                                         | --     |

### Grupo 4
Classificação
| Legenda: Promovida Desclassificada |

| Col. | Escola                   | Enredo                              | Pontos |
| ---- | ------------------------ | ----------------------------------- | ------ |
| 1    | Aristocratas do Tucuruvi | O Boi das Aspas de Ouro             | 84,0   |
| 2    | Águia de Ouro            | A Bahia de Jorge Amado              | 79,0   |
| 3    | Flor da Penha            | Aurora de Uma Raça                  | 54,0   |
| 4    | Unidos da Casa Verde     | Lendas do Jaraguá                   | 53,0   |
| 5    | Acadêmicos do Tucuruvi   | Gafanhoto Verde, "Glórias ao Samba" | 47,0   |
| 6    | Princesa da Saúde        |                                     | 41,0   |
| --   | Imperatriz Leopoldina    |                                     | --     |
| --   | Estrela de Prata         | Um Passeio na Gruta dos Amores      | --     |